# Lucerne, Kalifornien
Lucerne är en ort i Lake County i delstaten Kalifornien, USA.